# St. Vitus (Bad Salzschlirf)

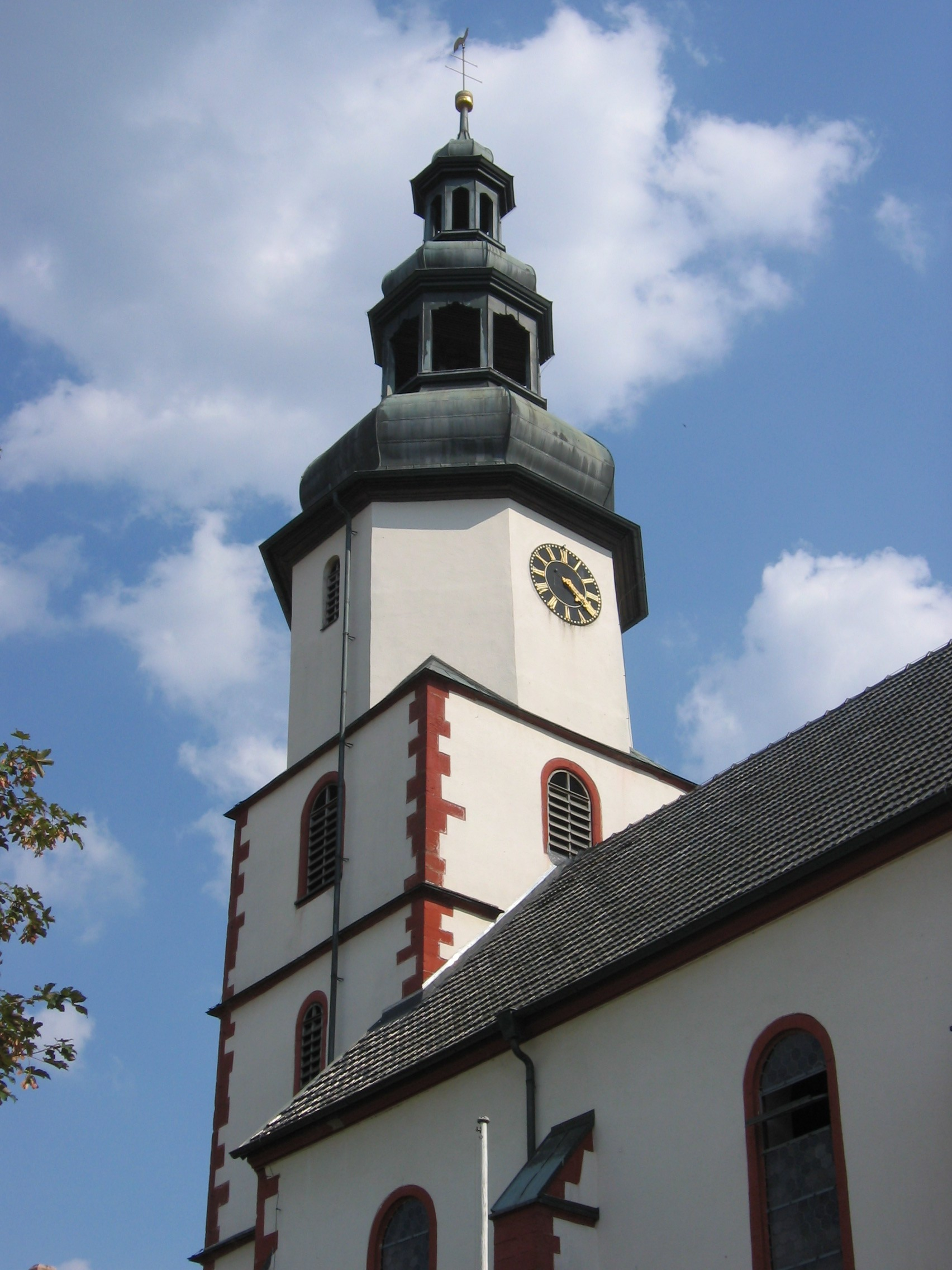
St. Vitus in Bad Salzschlirf

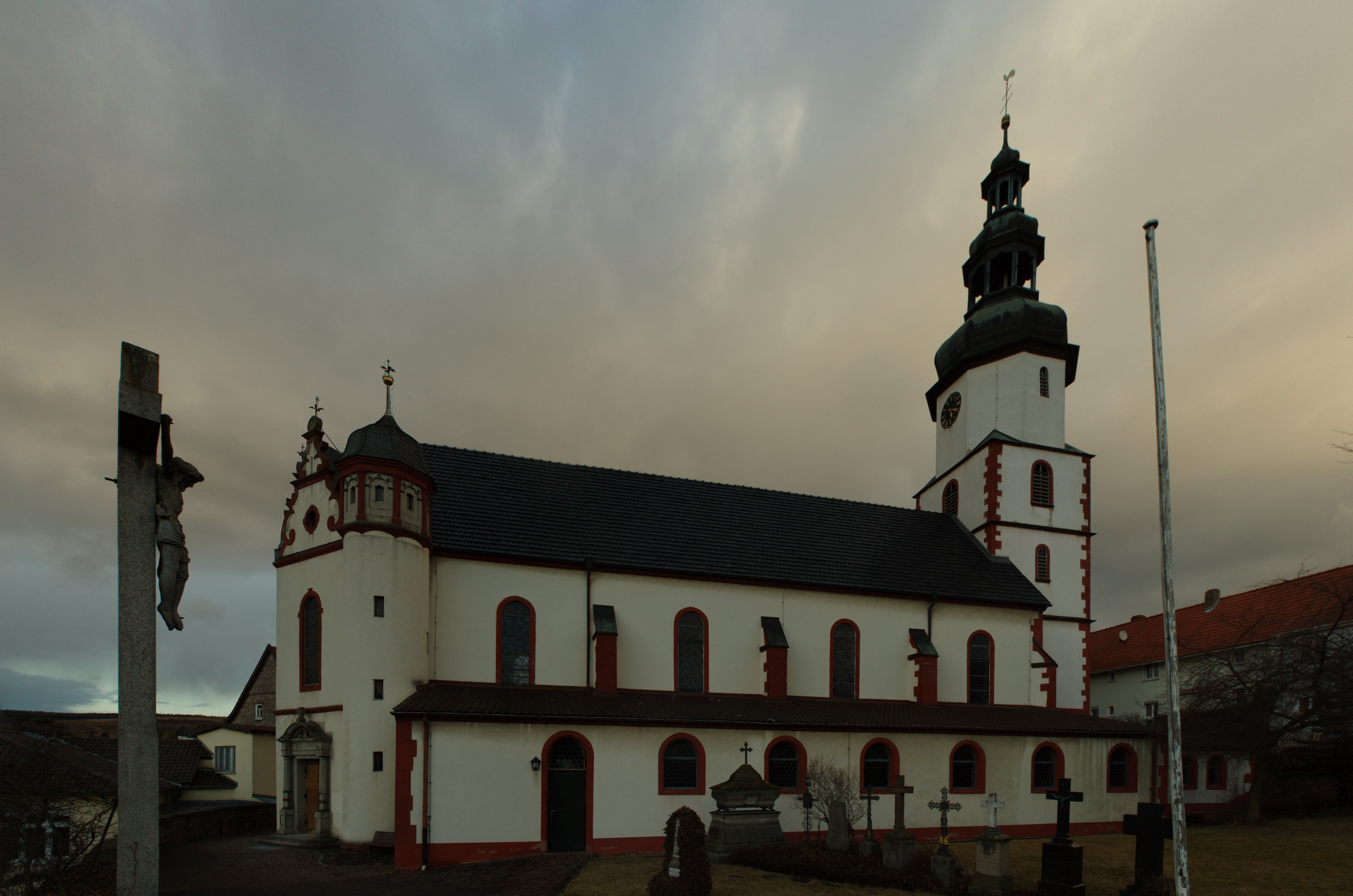
St. Vitus in Bad Salzschlirf

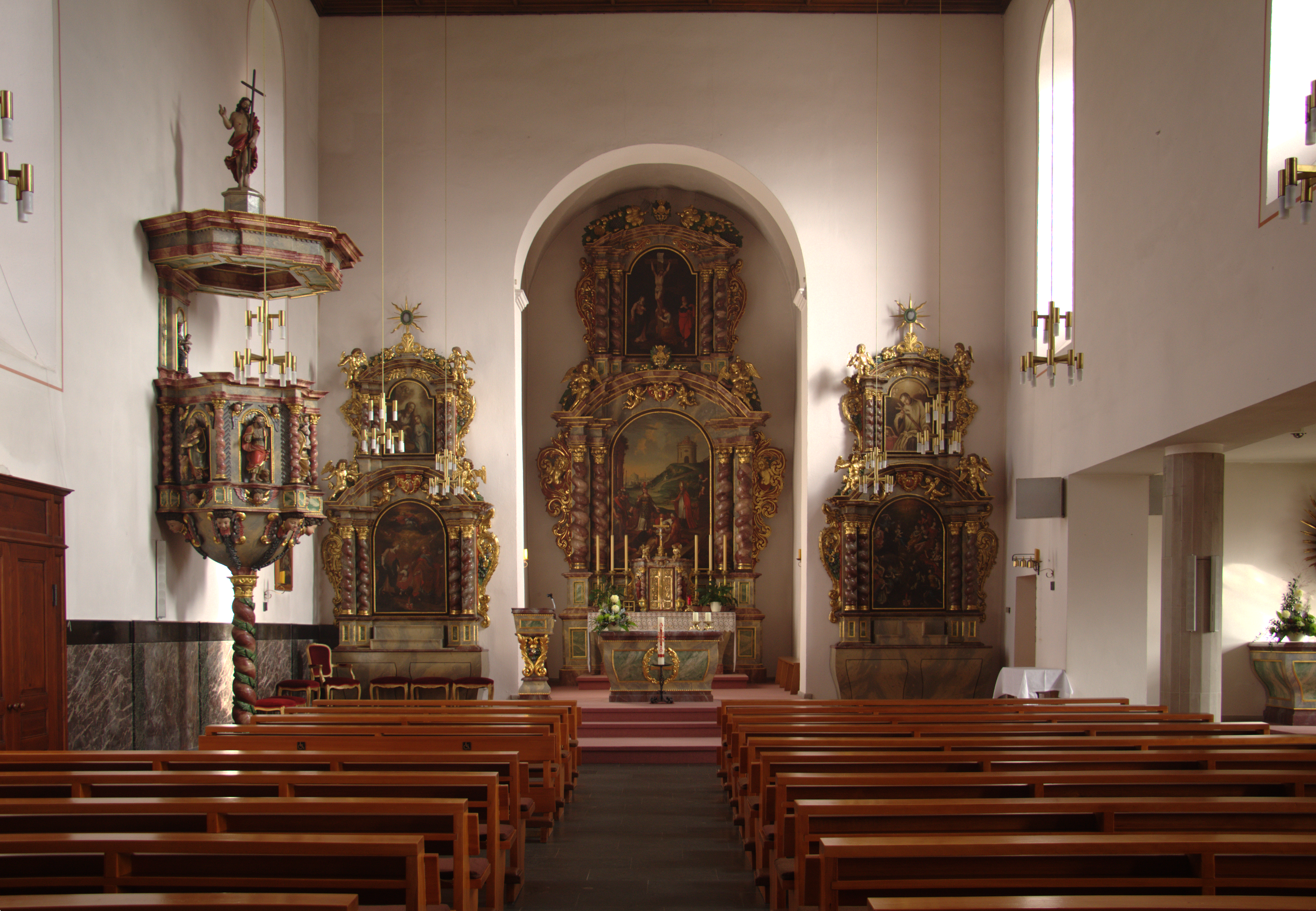
Innenansicht um Altar

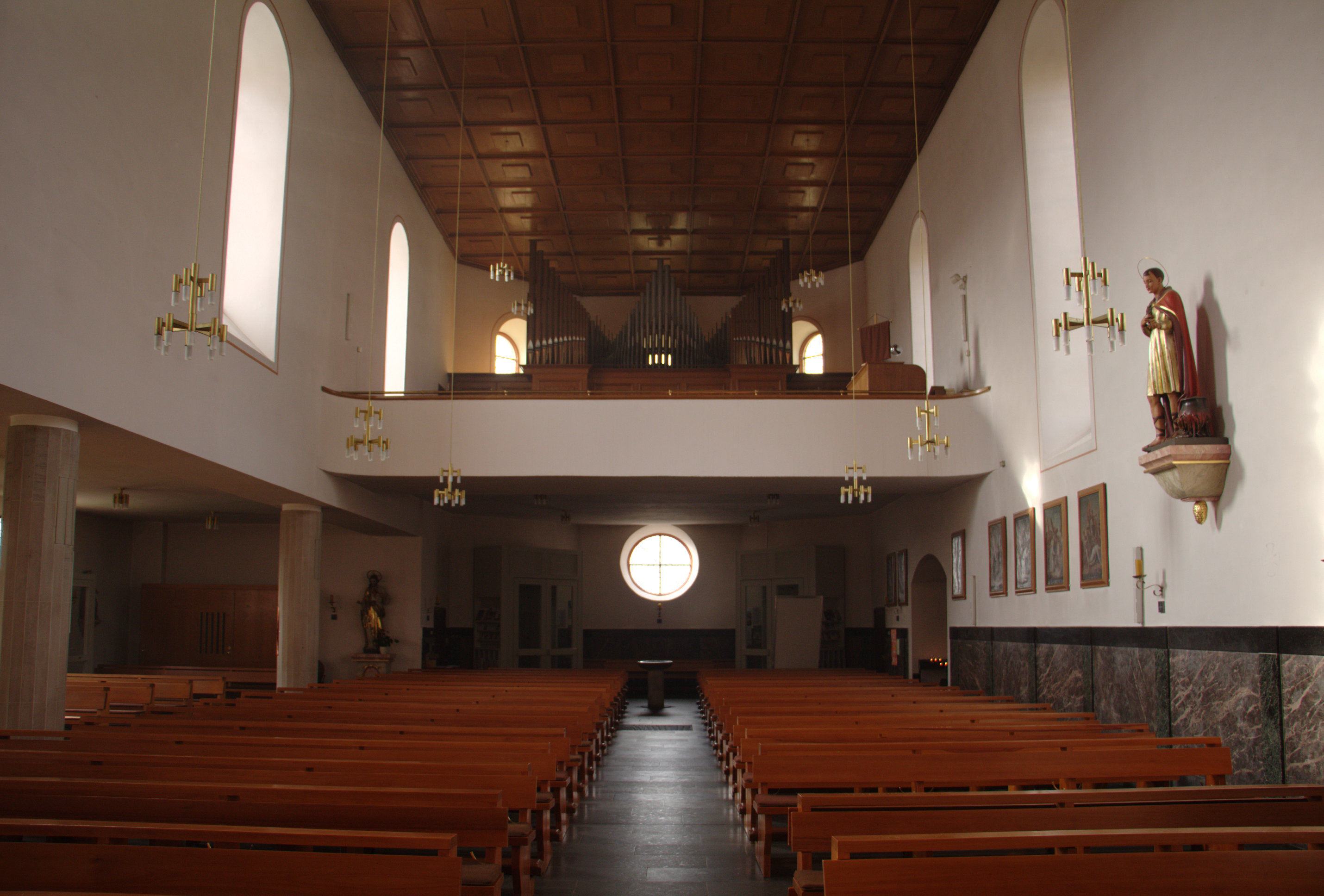
Blick zur Orgel

St. Vitus (Bad Salzschlirf) ist eine denkmalgeschützte römisch-katholische Filialkirche in Bad Salzschlirf im osthessischen Landkreis Fulda, die zum Bistum Fulda gehört.
Das Kirchengebäude steht an der Kirchstr. 11.
Sie ist Filiale der Pfarrei Heilig Kreuz im Fuldaer Land im Dekanat Neuhof-Großenlüder des Bistums Fulda.
Die Kirche steht unter dem Patrozinium des heiligen Vitus. Dessen Gedenktag feiert die katholische Kirche am 15. Juni.

## Geschichte
Eine erste Kirche in „Slirefa“, dem heutigen Bad Salzschlirf, wurde bereits im Jahre 885 erwähnt. Sie war am 28. August des gleichen Jahres dem „Herrn Jesus Christus, der hl. Jungfrau Maria und dem hl. Vitus“ geweiht. Eine Erneuerung folgte im ersten Drittel des 14. Jahrhunderts. Erweiterungs- bzw. Neubau der mittelalterlichen Kirche in Salzschlirf wurde im Jahre 1702 begonnen und unter fünf Pfarrern im Jahre 1728 beendet. Der Chorturm und die Langhauswände stammen von 1702/28. Der Baubeginn in 1702 erfolgte nach Fuldaer Plänen unter der Leitung des Maurermeisters Matthias Mattei, eines Kirchenbauers aus Tirol. Der abschließende Turmoberbau wurde 1902/03 aufgesetzt. Eine gleichzeitige Erweiterung des Langhauses nach Westen mit einer neubarocken Westfassade mit seitlichen runden Treppentürmchen erfolgte in dergleichen Bauzeit. 1964 erfolgte der Anbau einer Seitenkapelle. 1992 folgte die letzte Innenrenovierung. Neue Beleuchtungskörper wurden angebracht. Außerdem erfuhr die Kirche eine Bereicherung durch die Aufstellung der Statuen des Pfarrpatrons St. Vitus (Hauptschiff, links), des Heiligsten Herz Jesu im 1964 seitlich erfolgten Anbau sowie einer Pietà in einer Wandnische im Hauptschiff, links (vormals Beichtstuhl).

## Ausstattung
- Drei Barockaltäre und die Kanzel mit vier Evangelistenstatuen von 1695, die ursprünglich aus der 1805 säkularisierten Wallfahrtskirche Kleinheiligkreuz stammen, die 1913 unter dem damaligen Bischof Joseph Damian Schmitt nach Rückkauf und Renovierung mit einfacherer Ausstattung wieder konsekriert wurde.
- In die Bekrönungen der Seitenaltäre sind Gemälde von Johann Andreas Herrlein eingelassen.
- Gemalter Kreuzweg aus der zweiten Hälfte des 18. Jahrhunderts; er stammt aus der Werkstatt Herrleins und kommt ebenfalls aus Kleinheiligkreuz.
- Taufstein aus der ersten Hälfte des 16. Jahrhunderts
- Auf der Empore im hinteren Teil der Kirche steht eine Orgel, die 1957 von den Gebrüdern Rohlfing gebaut wurde. Sie hat einen Umfang von 20 Registern auf zwei Manualen (15) und Pedal (5).[2]
- Im Pfarrgarten steht eine kleine romanische Säule von der alten Kirche[3]

## Glocken
Die Kirche St. Vitus hat sechs Glocken, vier davon stammen von der renommierten Glockengießerei Otto aus Hemelingen/Bremen. Die Ottos hatten schon im Jahr 1926 vier Bronzeglocken gegossen, die alle in den Weltkriegen des 20. Jahrhunderts eingeschmolzen wurden. Nach dem Krieg goss und lieferte Otto in den Jahren 1950 und 1955 vier neue Bronzeglocken, so dass das Glockengeläut von fünf Glocken wieder vollständig war. Hinzu kommt eine Uhrschlagglocke, die nicht geläutet wird.
| Glocke | Name / Funktion                       | Gussjahr | Gießer                        | Durchmesser | Gewicht | Schlagton |
| ------ | ------------------------------------- | -------- | ----------------------------- | ----------- | ------- | --------- |
| I      | Hl. Familie- / Heldengedächtnisglocke | 1955     | Glockengießerei Otto          | 1448 mm     | 2000 kg | cis′      |
| II     | Veitsglocke                           | 1955     | Glockengießerei Otto          | 1217 mm     | 1100 kg | e′        |
| III    | Bonifaz- / Totenglocke                | 1950     | Glockengießerei Otto          | 1097 mm     | 800 kg  | fis′      |
| IV     | Nachbar- / Angelusglocke              | 1880     | Gießerei Bittorf, Seligenthal | ?           | 400 kg  | gis′      |
| V      | Ave- oder Taufglocke                  | 1950     | Glockengießerei Otto          | 822 mm      | 350 kg  | h′        |
| (VI)   | Uhrschlag-Glocke                      | ?        | ?                             | ?           | ?       | c″        |

## Bildergalerie

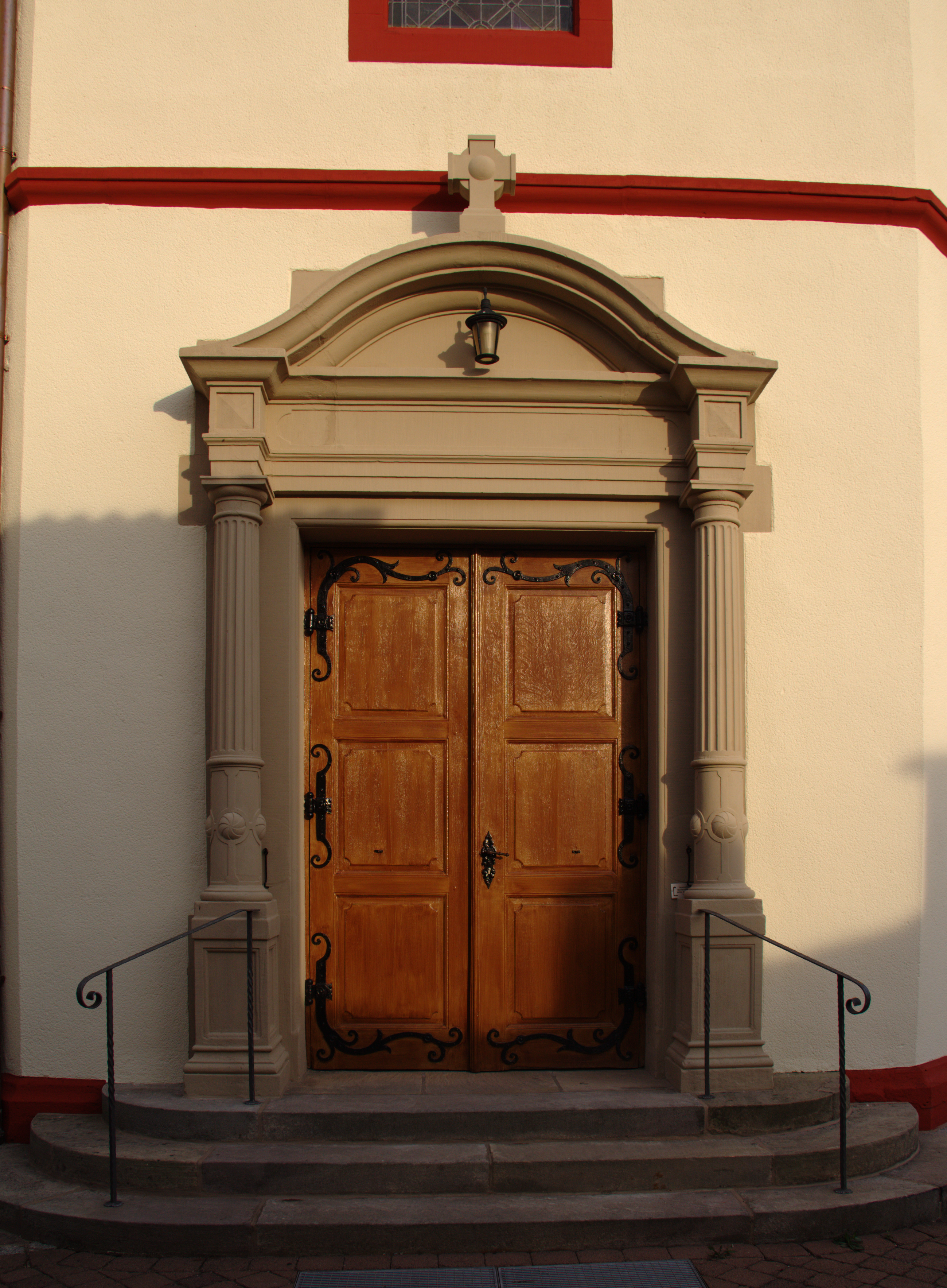
Eingangsportal
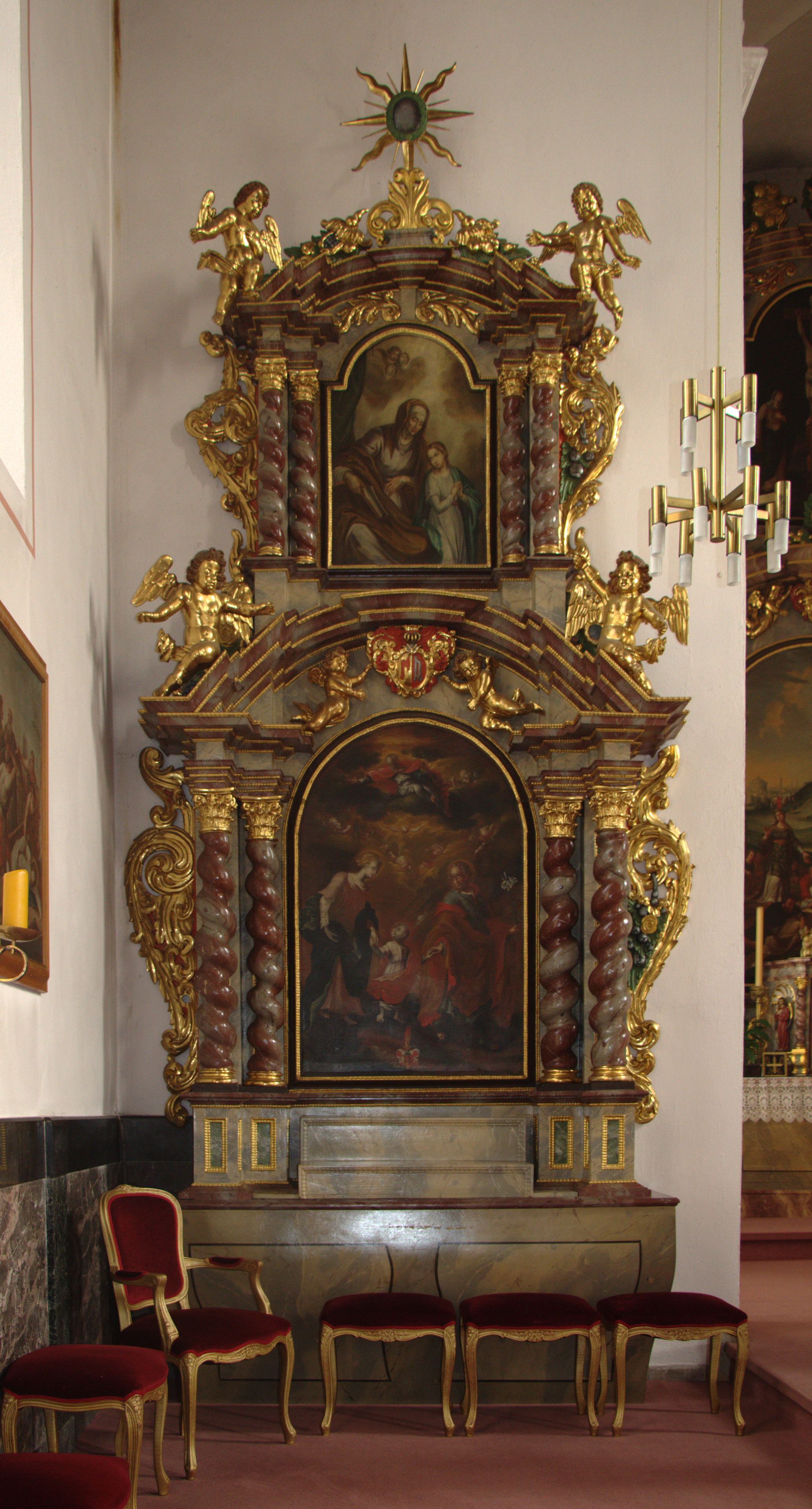
Linker Seitenaltar
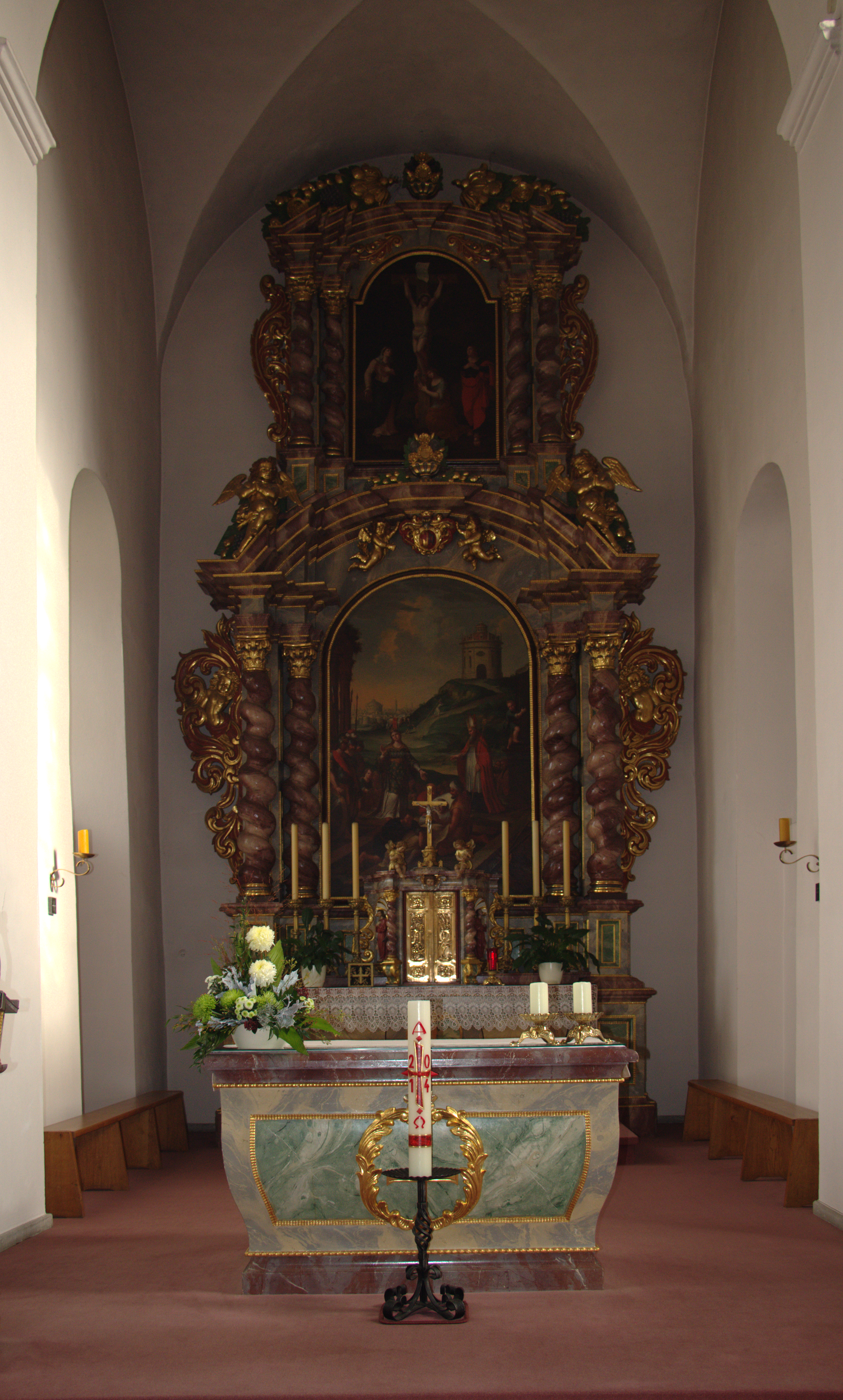
Hauptaltar
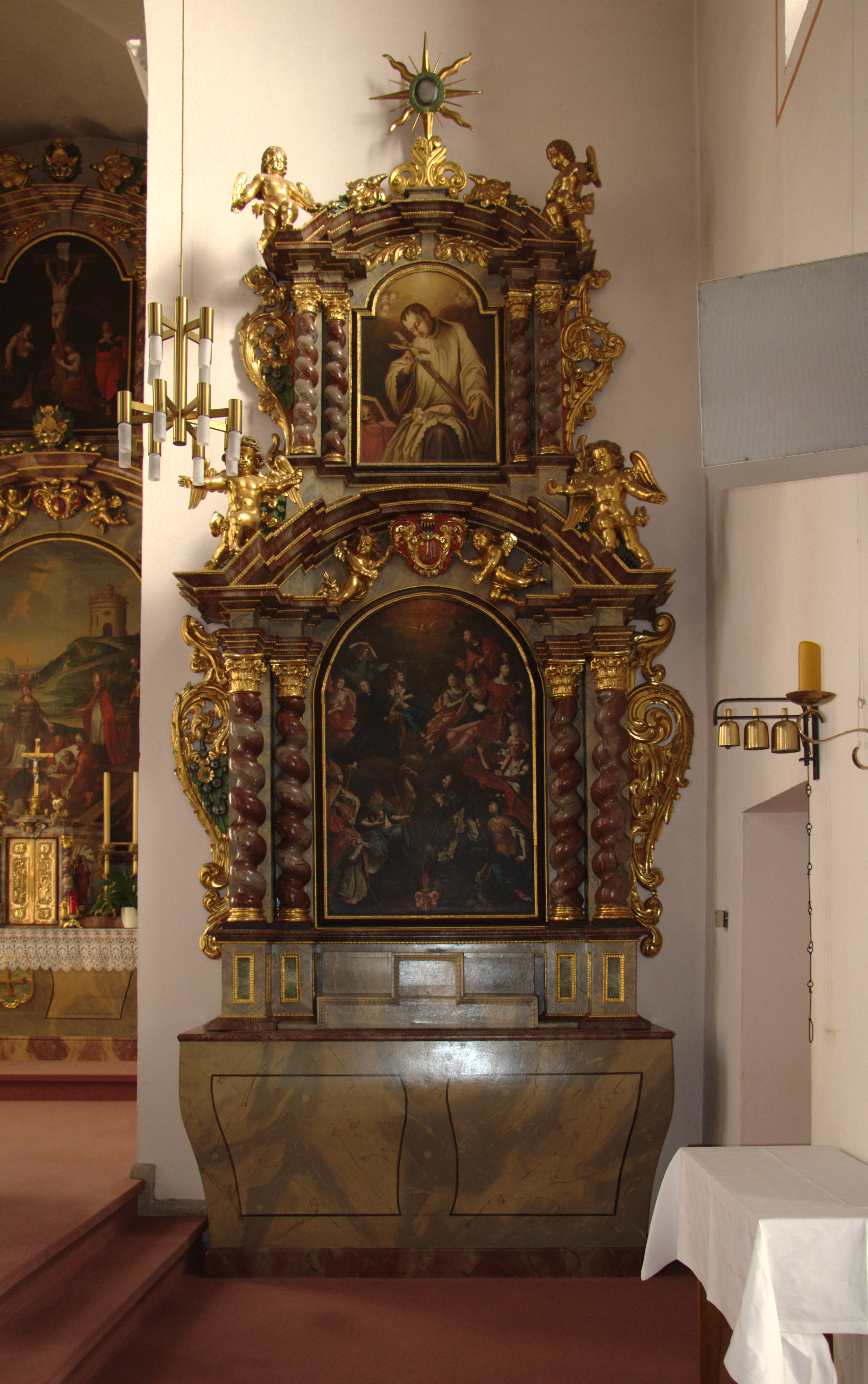
Rechter Seitenaltar
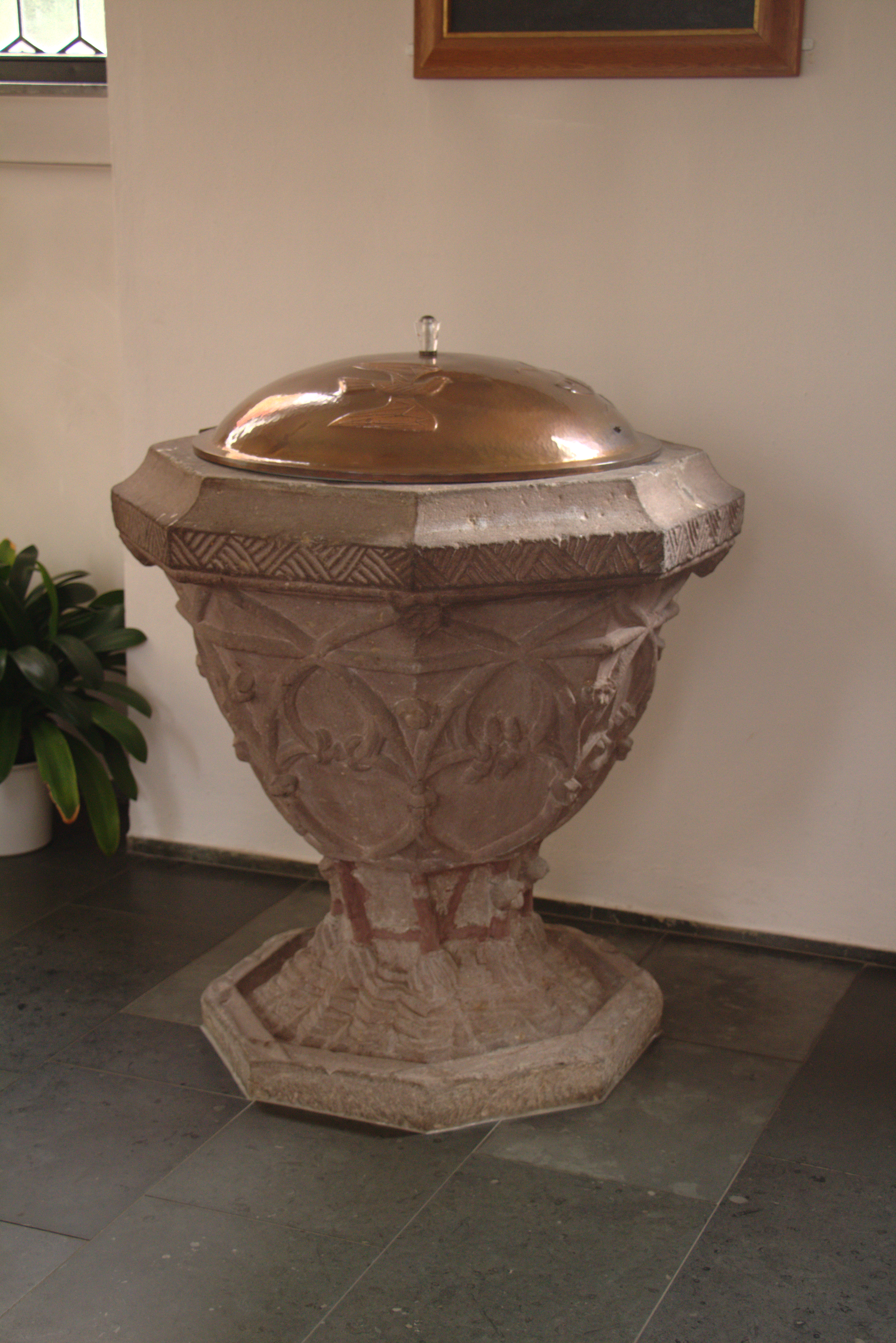
Der Taufstein
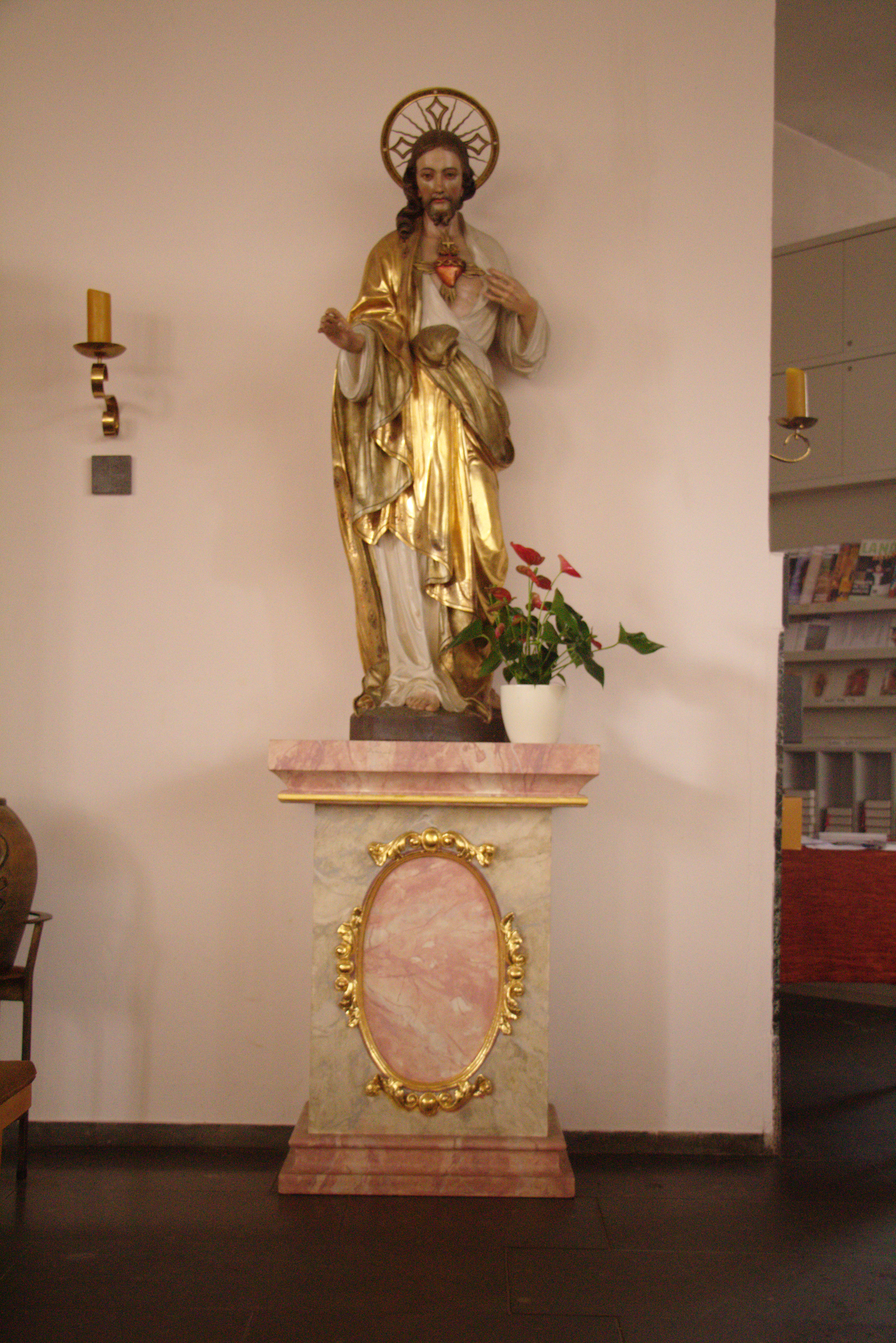
Herz-Jesu-Statue
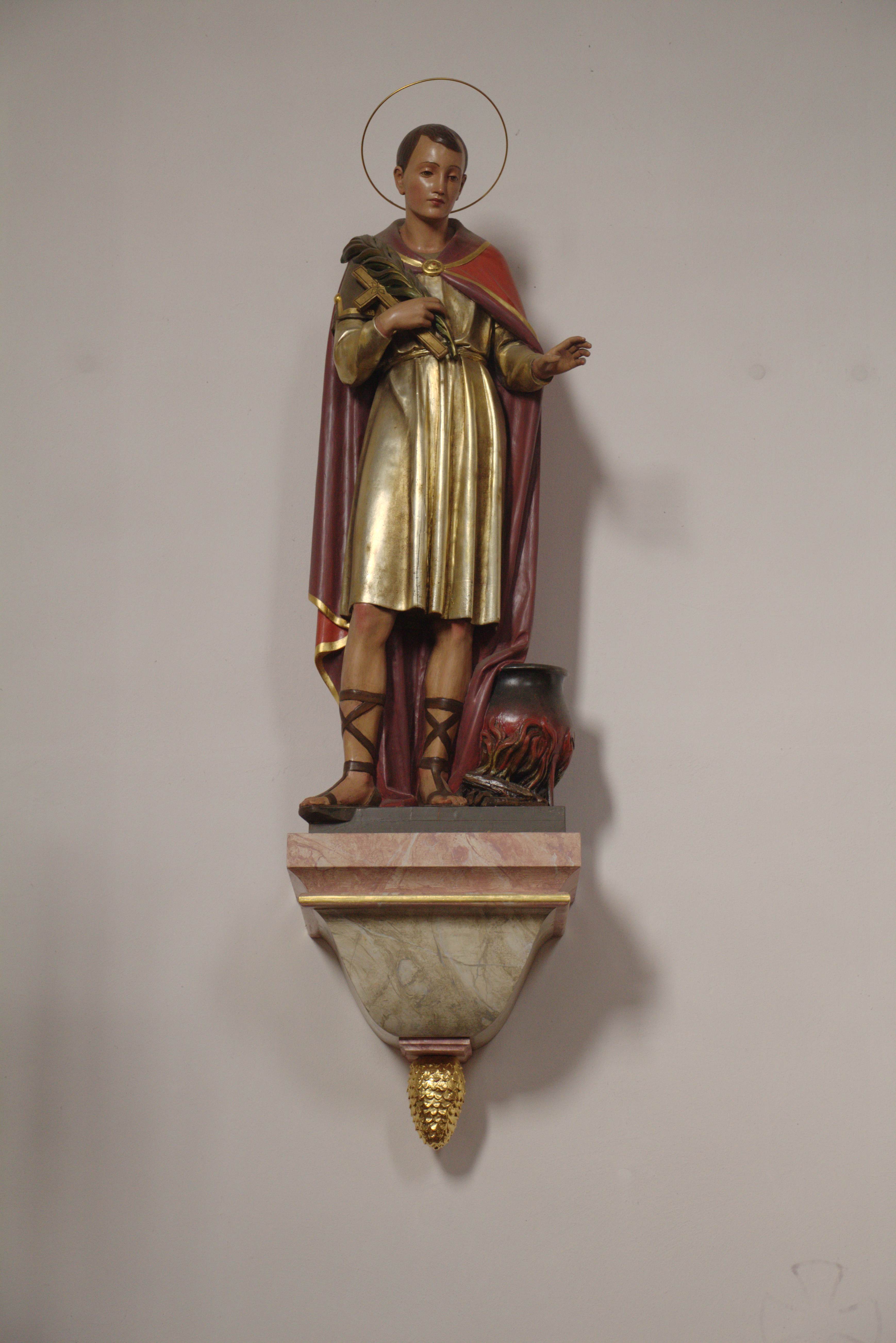
St. Vitus Statue
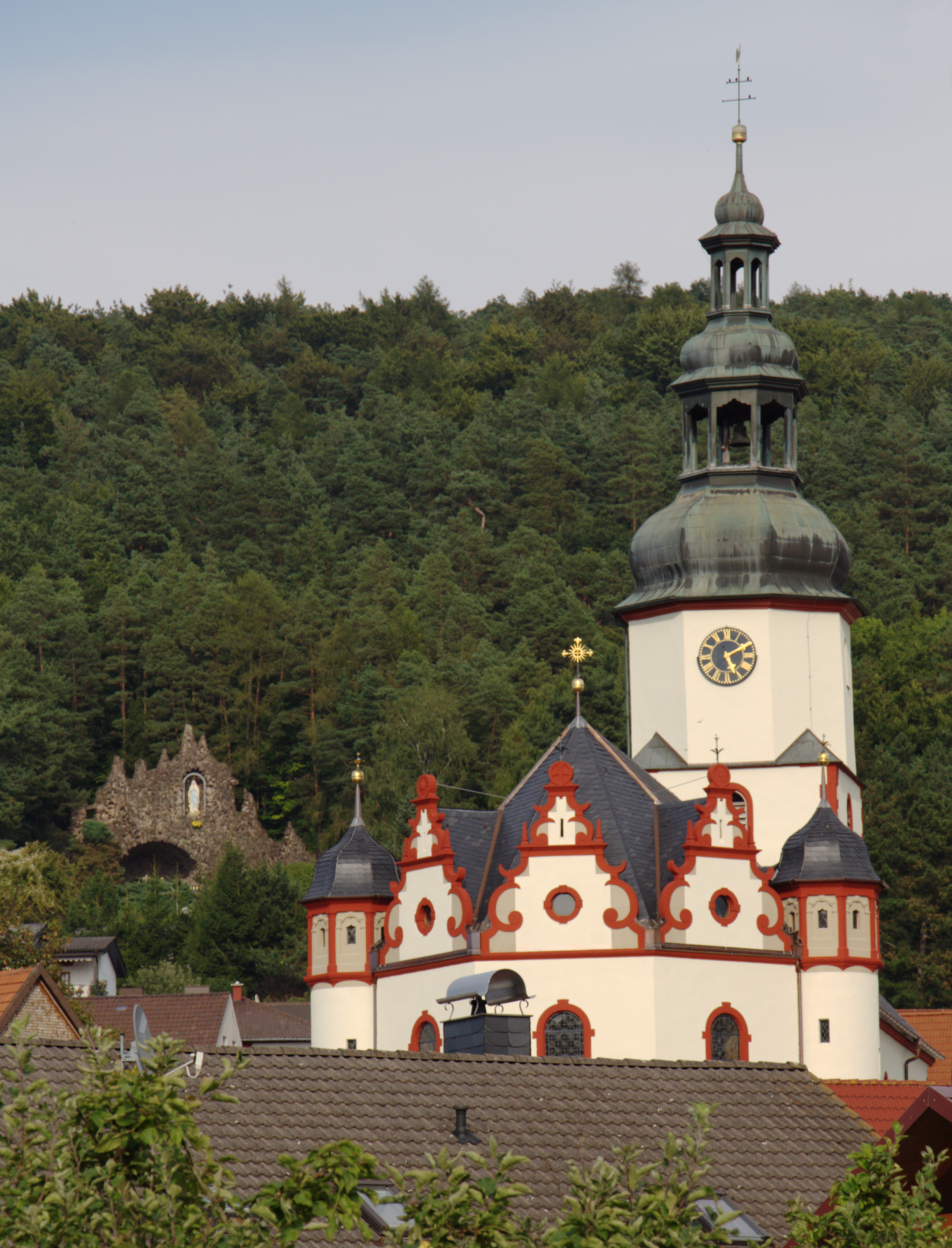
Die obere Westfassade
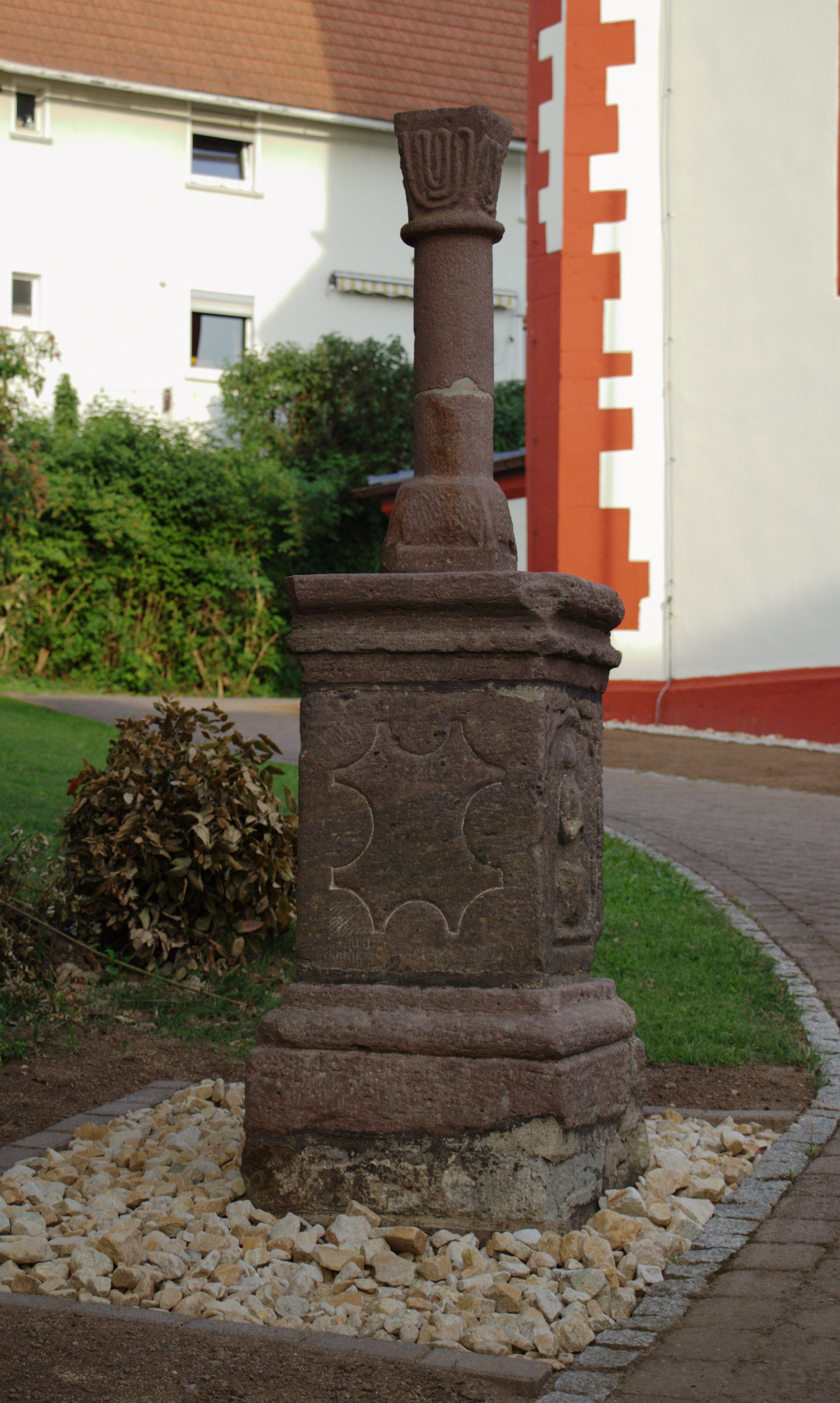
Romanische Säule von der alten Kirche